# Jennifer Doudna
Jennifer Anne Doudna (/daʊdnə/), née le 19 février 1964 à Washington, est une professeure américaine de biochimie et de biologie moléculaire à l'université de Californie à Berkeley,. 
Spécialiste de l'ARN, elle fait depuis 1997 partie des investigateurs soutenus par le Howard Hughes Medical Institute. Elle est membre de l'Académie américaine des sciences depuis 2002. Elle reçoit le prix Nobel de chimie 2020 conjointement avec Emmanuelle Charpentier.

## Biographie
Jennifer Doudna a grandi dans l'État de Hawaï. Ses parents sont des universitaires spécialisés dans les sciences humaines, avec un intérêt particulier pour l'astronomie, la géologie et la biologie. Elle découvre la pratique concrète de la recherche scientifique au contact de Don Hemmes, ami de la famille et professeur de biologie à l'université d'Hawaï.

### Formation
Jennifer Doudna est titulaire d'une licence en chimie obtenue au Pomona College en 1985. Sa thèse de doctorat en biochimie, centrée sur l'étude des ribozymes, a été menée à l'université Harvard sous la direction de Jack Szostak. Par la suite, elle a effectué un postdoctorat en collaboration avec Thomas Cech, à l'université du Colorado à Boulder.

### Travail et contributions scientifiques
En 2012, en collaboration avec Emmanuelle Charpentier, Jennifer Doudna a mis au point la technique d'édition génomique CRISPR-Cas9. Grâce à cette découverte, les deux chercheuses ont conjointement reçu de nombreux et prestigieux prix scientifiques.
Elle poursuit ses recherches au sein d'un laboratoire portant son nom à l'Université de Californie à Berkley.

### Entreprises
À la suite de la découverte de CRISPR-Cas9, Jennifer Doudna a participé à la création de plusieurs entreprises destinées à exploiter cette technique, :
- Caribou Biosciences, créée en 2011 ;
- Editas Medicine, créée en 2013 à Boston avec le chercheur Feng Zhang et qu'elle a quittée en 2015 ;
- Intellia Therapeutics, créée à Cambridge avec Luciano Marrafini en 2015 ;
- Scribe Therapeutics, créée en 2017 ;
- Mammoth Biosciences, en 2017 ;
- Evercrisp en 2021.

### Vie privée
Jennifer Doudna est mariée à Jamie Cate (né en 1968), enseignant à l'université de Californie à Berkeley. Ils ont un fils, né en 2003.

## Distinctions
- Membre de l'Académie américaine des sciences depuis 2002[6]
- Breakthrough Prize in Life Sciences 2015 avec Emmanuelle Charpentier
- Prix L'Oréal-Unesco pour les femmes et la science 2016 avec Emmanuelle Charpentier
- Prix Princesse des Asturies 2015 avec Emmanuelle Charpentier
- Prix Nierenberg 2019
- Prix Harvey 2020 conjointement avec Emmanuelle Charpentier et Feng Zhang
- Prix Nobel de chimie 2020 conjointement avec Emmanuelle Charpentier[12]
- Membre de l'Académie pontificale des sciences depuis 2021[13].
- National Medal of Technology and Innovation 2025[14]